# Parco nazionale Booti Booti
Il parco nazionale Booti Booti è un parco nazionale nel Nuovo Galles del Sud (Australia), 282 km a nord-est di Sydney, presso le città di Forster e Tuncurry.

## Territorio
Geograficamente è composto da tre complessi di colline, Capo Hawke di 224 metri a nord, high Booti Hill di 169 metri e high Charlotte Head di 96 metri a sud.
Le tre aree sono collegate da un estuario e dalla sabbia di eolianite.
Capo Hawke e Charlotte Head una volta erano isole.

## Attività
Le attività al parco comprendono escursioni, nuoto, birdwatching e in inverno l'osservazione delle balene.